# Augusta Raurica
Augusta Raurica je římské archeologické naleziště a venkovní muzeum ve Švýcarsku. Nachází se na jižním břehu řeky Rýn, okolo dvaceti kilometrů východně od Basileje. Poblíž se nachází vesnice Augst a Kaiseraugst. Jedná se o nejstarší známé římské naleziště na řece Rýn.

## Založení

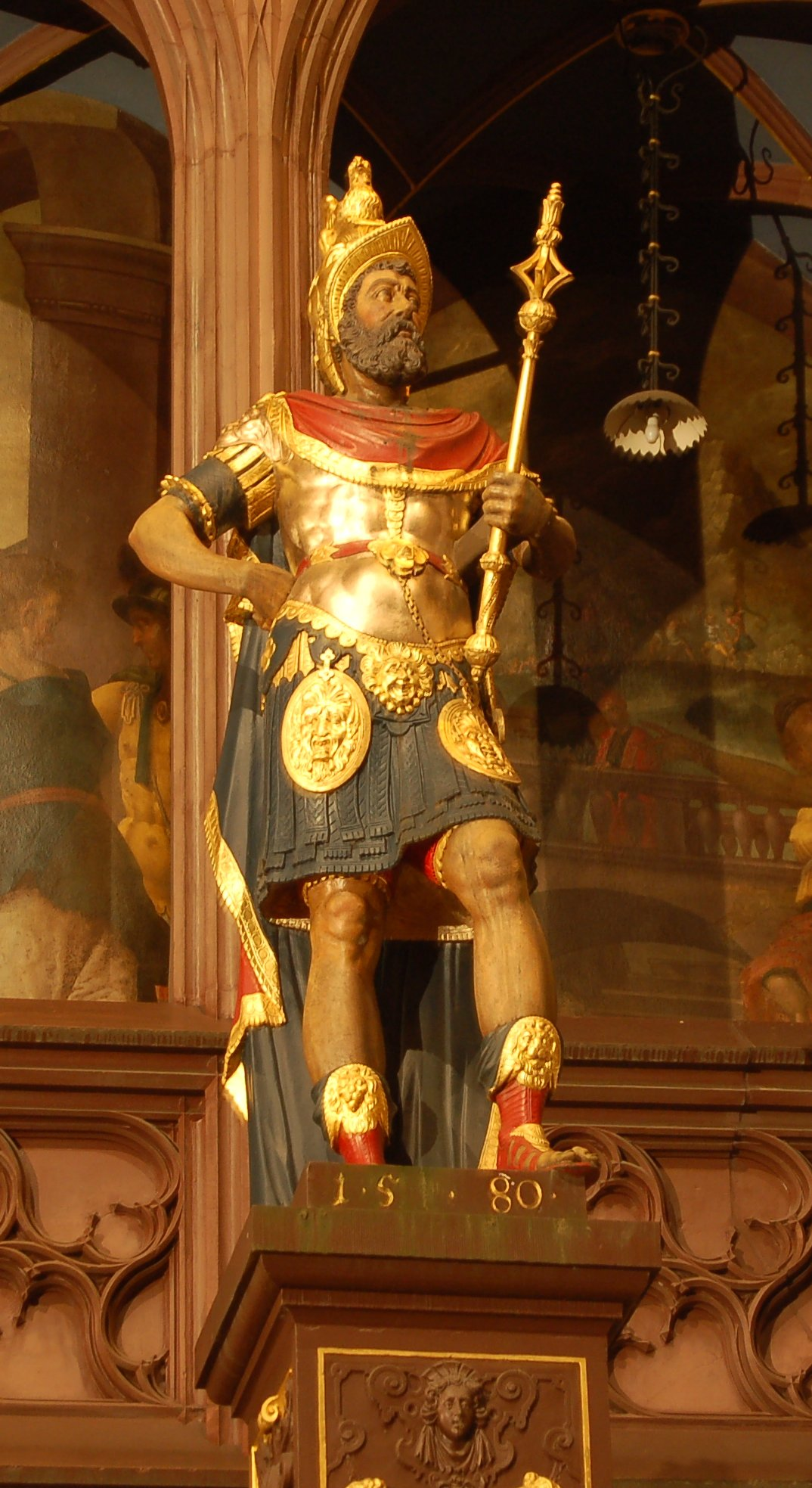
Socha Plancuse, zakladatele města.

Augusta Raurica, nebo také Colonia Augusta Rauracorum, byla římská kolonie založena Luciusem Munatiusem Plancusem okolo roku 44 př. n. l. Nacházela se v blízkosti místního galského kmene nazývaného Rauraci (příbuzní Helvétů). Z daného období dosud nebyly nalezeny žádné archeologické důkazy, což může vést k závěru, že obyvatelé kolonie byli buďto vyrušeni občanskou válkou, nebo se kolonie nacházela v oblasti Basileje namísto Augstu.
Úspěšná kolonizace musela počkat až na Augustova dobytí středních alp okolo 15 př. n. l. Nejstarší nálezy spojené s Augusta Raurica díky dendrochronologii datujeme do období šestého roku před naším letopočtem.

## Název

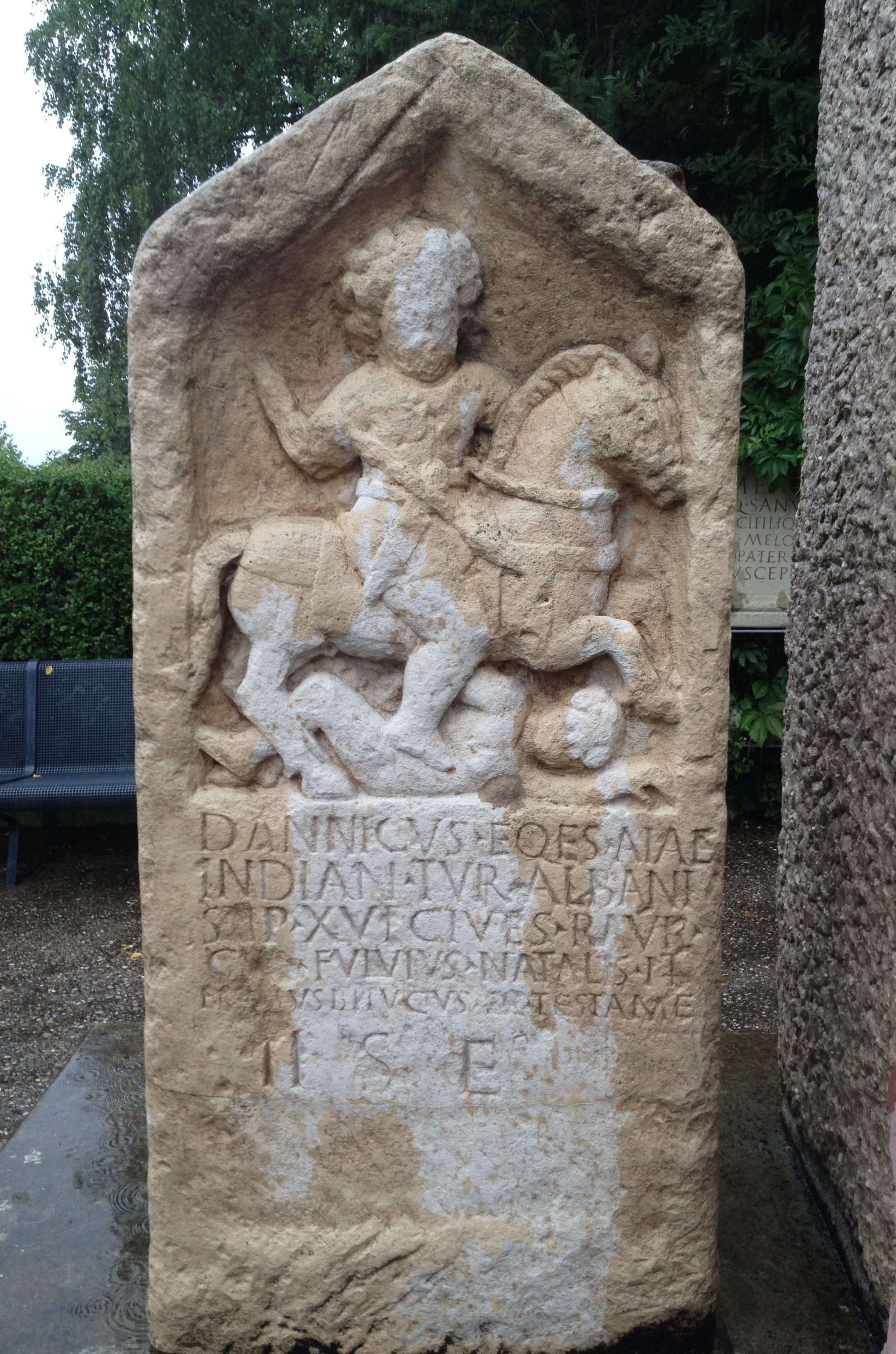
Vyrytý obrazec a text nacházející se v Augusta Raurica.

Rytina na hrobu Munatia Plancuse poukazuje na název Kolonie Raurica. Dochované útržky rytin z augustiánského období praví: Colonia P[aterna] (?) M[unatia] (?) [Felix] (?) [Apolli]naris [Augusta E]merita [Raur]ica (písmenka v hranatých závorkách jsou rekonstrukcí).
Mimo útržky textu pochází první doložené svědectví o užití názvu Augustus ve starořeckém jazyce od geografa Ptolemájose.
Kolonie Augusta Raurica hrála důležitou roli v Augustových válečných plánech. Společně s dalšími dvěma koloniemi, které nesli jeho jméno (Augusta Praetoria a Augusta Vindelicum) tvořila rohy trojúhelníku, který se rozkládal přes celé Alpy.

## Rozvržení osídlení

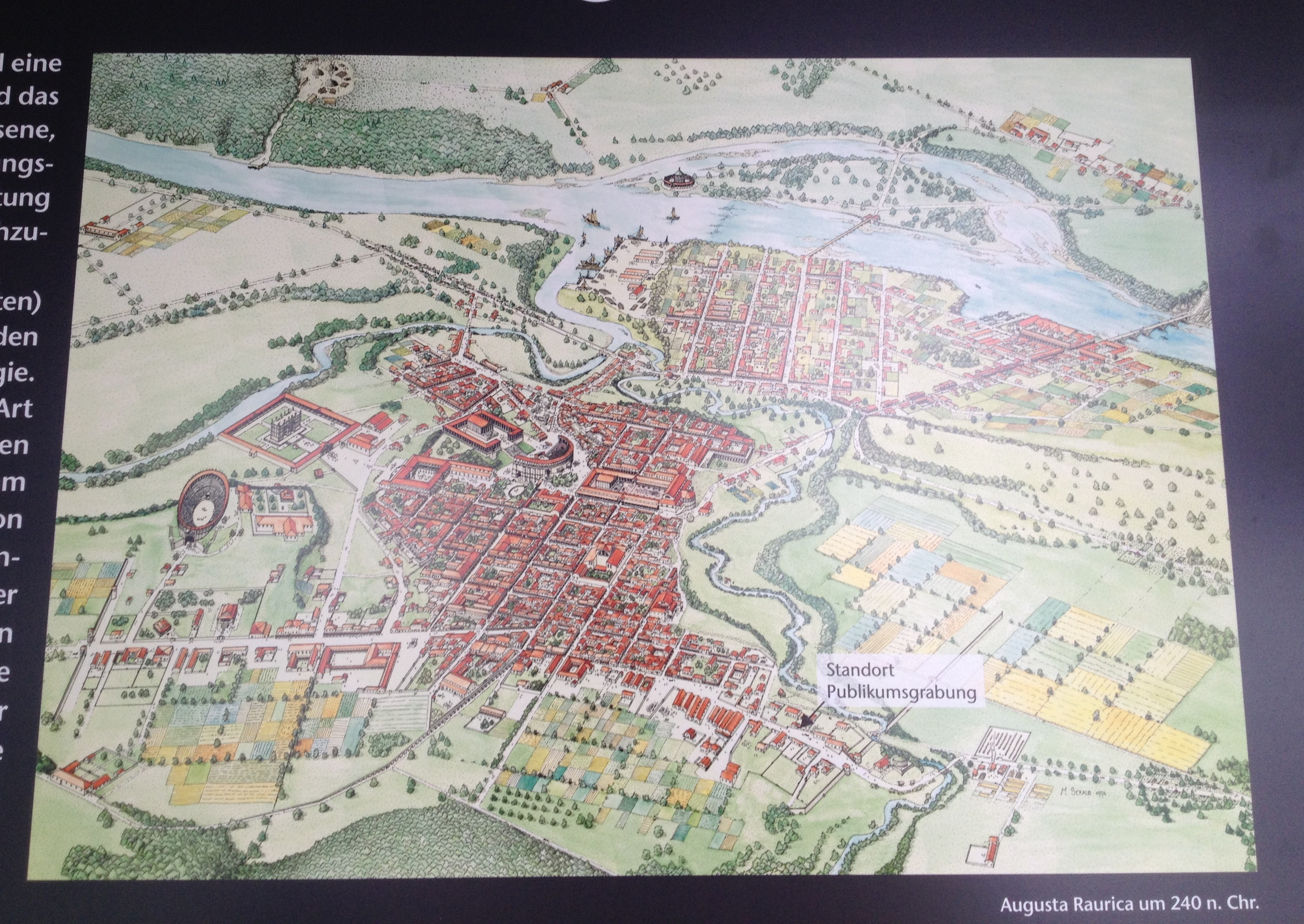
Augusta Raurica okolo 240 n. l.

Během vykopávek bylo určeno, že město bylo založeno na náhorní plošině jižně od řeky Rýn. Dvě malé říčky, Ergolz a Violen vytvořily v plošině trojúhelník, jehož základna byla jeden kilometr široká a táhla se podél pohoří Jura. Město zaujímalo skvělou strategickou pozici a bylo bráněno strmými svahy na severu, východě i západě.

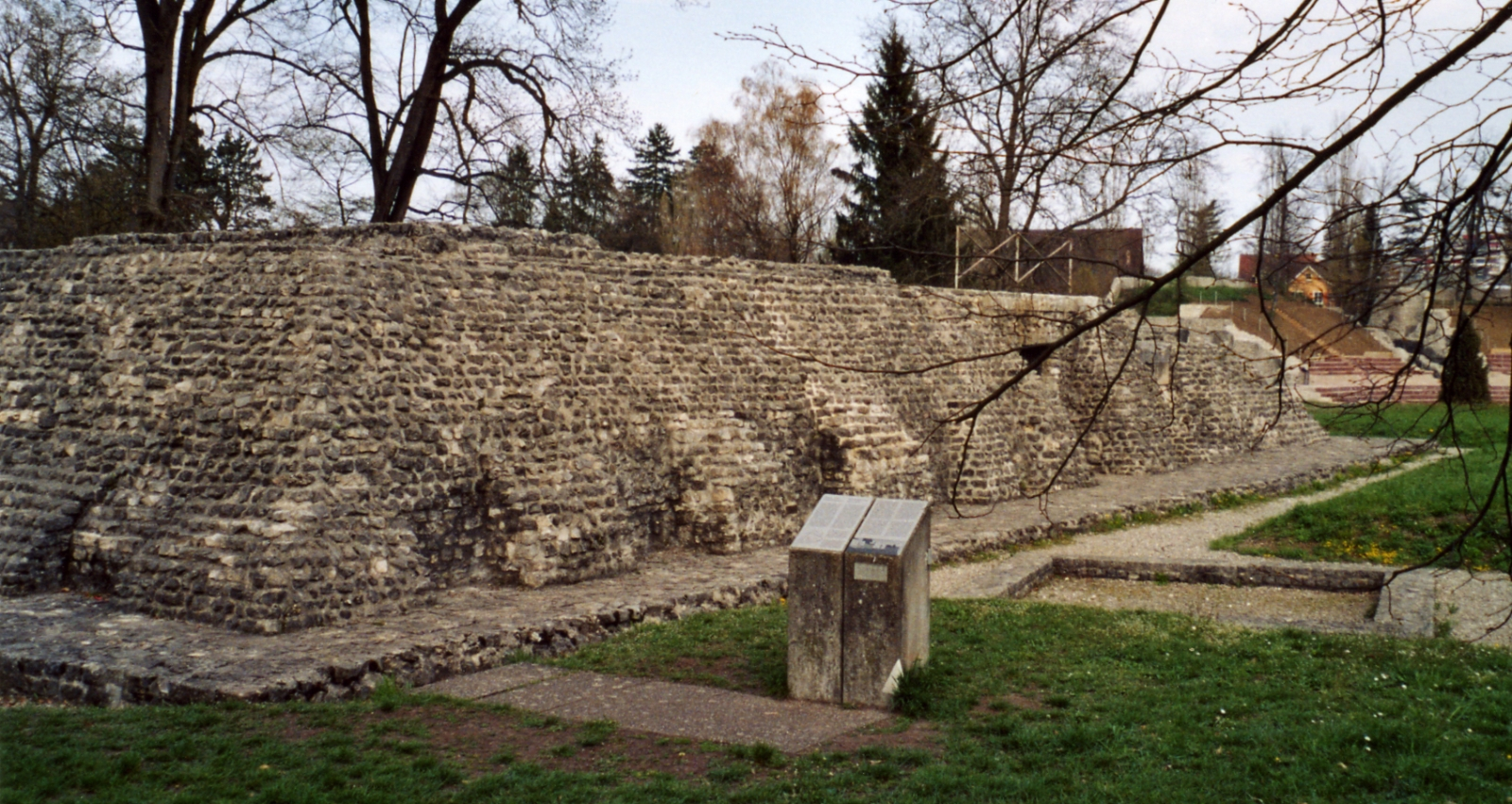
Chrám v Augusta Raurica

Dalším krokem v budování města bylo zmapování oblasti pro architektonické plánování. Každá důležitá veřejná budova počínajíc římským chrámem Jupitera měla své specifické místo.
Architekt, který byl zodpovědný za vytvoření plánu, stanovil podélnou osu vedoucí napříč trojúhelníkem k zformování hlavní ulice. Další podélné ulice byly položeny paralelně k ulici hlavní v padesáti pětimetrových intervalech. Hlavní ulice byla poté rozdělena na sekce o šedesáti šesti metrech. Římské ulice byly štěrkové s postranními strouhami. Nejdůležitější cesty byly obehnány sloupy, za nimiž se nacházely chodníky.

## Hranice

Augusta Raurica a Vindonissa ve čtvrtém století

Přesný rozsah kolonie již nemůže být přesně určen. Nicméně přibližné hranice mohou být stanoveny podle rozlohy Augstu v raném středověku. Zdá se, že se kolonie rozšiřovala od Basileje směrem k řece Aaře, poté od Aary k řece Sigger pod Solothurnem, napříč do Lüsselu a poté zpět k Basileji podél řeky Birs.
Nový průzkum založený na dlaždicích se značkou legie Vindonissa naznačuje určitou administrativní závislost na Vindonisse. To by mohlo naznačovat, že kolonie sahala přes Bözberg vstříc obci Frick s tím, že Thiersteinberg pod obcí Frick formoval východní hranici.
Západní hranice mohla být blízko ústí řeky Birs a mohla býti opatřena hraniční vojenskou základnou. Existenci takových základen podporují nálezy v ostatcích z raného Říma, nalezených roku 1937 v neuallschwillském kostele.
Kolonie se rozkládala na celém území současného basilejského kantonu, na celém údolí Frick a na východním pohoří Jura v současném kantonu Solothurn. Celková rozloha kolonie byla okolo 700 km².

## Následná historie

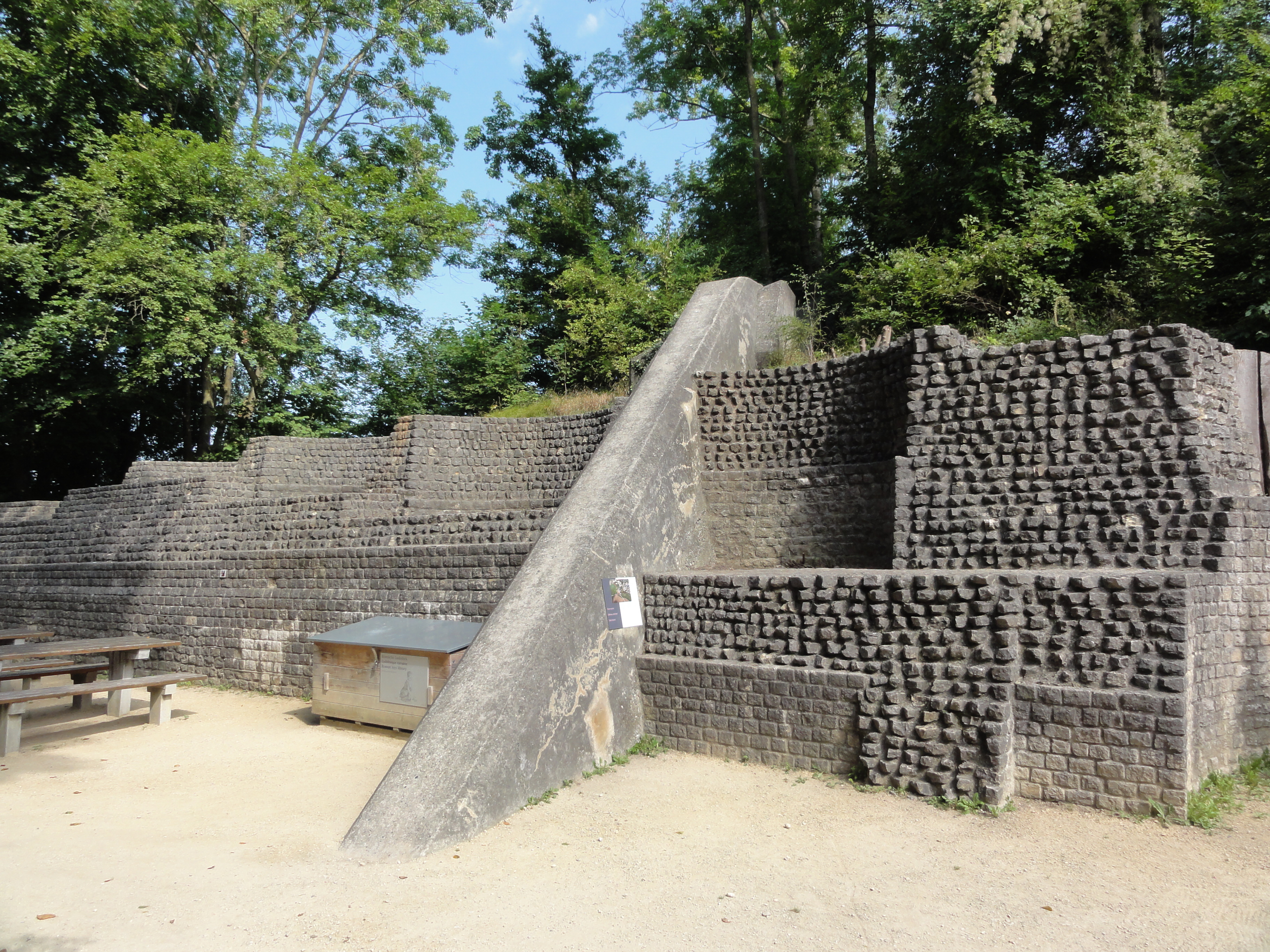
Fórum v Augusta Raurica

Ve druhém století našeho letopočtu byla Augusta Raurica prosperující tržní centrum. Ve dnech své slávy i hlavní městem místní římské provincie. Je odhadováno, že populace dosahovala přibližně 20 000 obyvatel. Augusta Raurica mezi prvním a třetím stoletím bohatě prosperovala a vyvážela uzené vepřové a slaninu do zbylých částí římského impéria. Město vlastnilo vybavení běžné pro římská města: amfiteátr, hlavní fórum, několik menších fór, akvadukt, několik chrámů, spoustu veřejných koupelen a největší římské divadlo severně od Alp s osmi až deseti tisíci míst k sezení. Mnoho z těchto budov je možno spatřit i dnes.

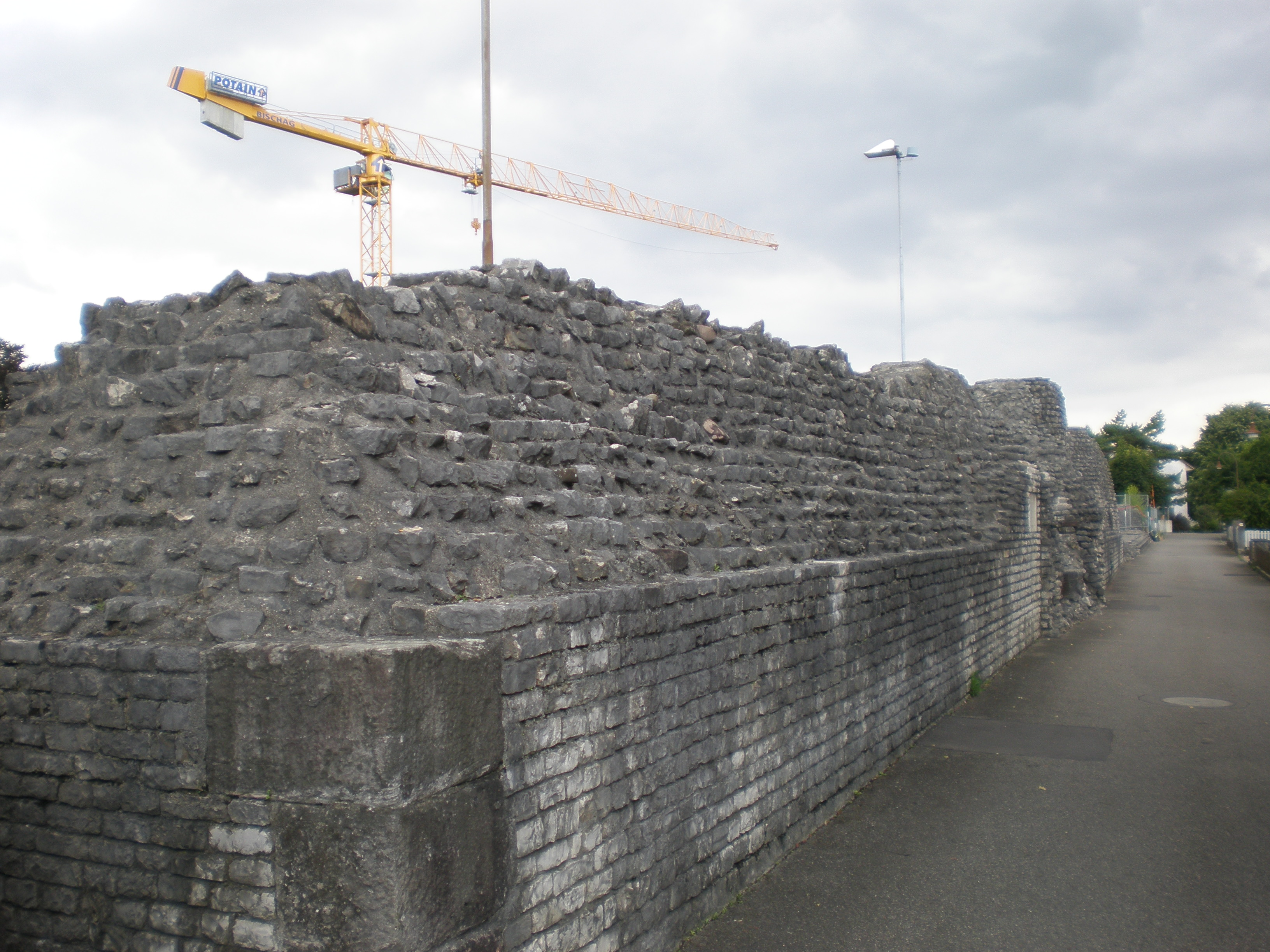
Castrum Rauracense

Roku 250 n. l. zasáhlo velkou část města zemětřesení. Krátce poté, roku 260 n. l. alemánské kmeny a loupeživí římští nájezdníci zničili město. Římané se pokusili udržet jejich vojenskou pozici vybudováním pevnosti Castrum Rauracense na řece Rýn. Dosud se zachovaly některé části hradeb. Augusta Raurica byla přeosídlena na mnohem menší území castru. Tyhle osídlení zformovaly centra nynějšího Augstu a Kaiseraugstu.
Roku 1442 n. l. byla komunita rozdělena podél řek Ergolz a Violenbach. Západní část byla věnována Basileji a roku 1501 se stala součástí švýcarského kantonu. Roku 1833 se stala součástí kantonu Basilej-venkov. Východní část se stala součástí habsburského území a k rozlišení těchto dvou částí byla přejmenována na Kaiseraugst. Po porážce Habsburků během napoleonských válek roku 1803 se Kaiseraugst stal součástí Švýcarska.

## Augusta Raurica dnes

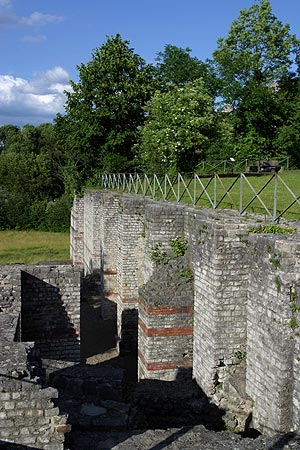
Bazilika v Augusta Raurica

Archeologické vykopávky a pozdní římská pevnost Castrum Rauracense jsou zapsány ve švýcarském seznamu kulturního dědictví národního a regionálního významu.

### Vykopávky
Mnoho z římských budov bylo při vykopávkách objeveno a uchováno. Většina je otevřena veřejnosti:
- Amfiteátr: pouze skromné pozůstatky.
- Akvadukt: zásoboval Augusta Raurica pitnou vodou z Liestalu (Některé části jsou zachovány v Heidenlochu v Liestalu a severovýchodně od Füllinsdorfu v čistírně vod.)
- Hlavní fórum: společně s chrámem Jupitera, bazilikou a jednací místností městské rady.
- Divadlo: architektonicky sjednocený s chrámem naproti.

Bylo nalezeno také několik soukromých komerčních budov, jako například pekařství, taberna, keramická dílna a pec na pálení kachlí a dlaždic. Byly nalezeny také části kanalizace. Okolo 80 % zastavěné plochy dosud nebylo vykopáno. Augusta Raurica je nejzachovalejší římské město na sever od Alp, které dosud nebylo ničím přestavěno.

### Muzeum a římský dům

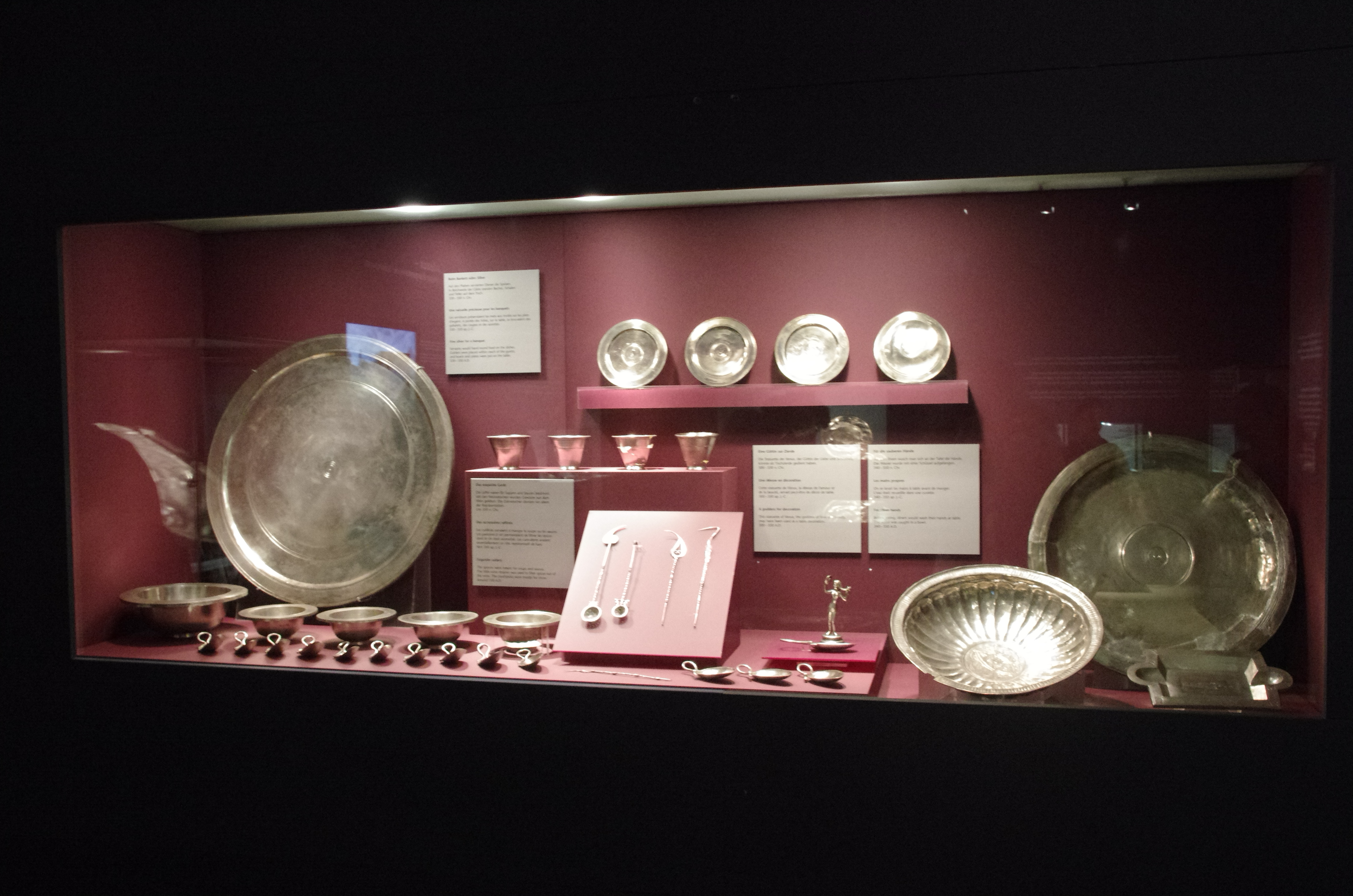
Stříbrný poklad Kaiseraugstu

Římské muzeum ukrývá nejdůležitější nálezy původního města a reprezentuje historii Augusta Raurica. V muzeu mohou návštěvníci nalézt jak speciální exponáty, tak významné archeologické nálezy (stříbrný poklad Kaiseraugstu). Tento poklad byl nalezen v pevnosti v letech 1961 až 1962 a předpokládá se, že jeho vlastníkem byl samotný velitel. Muzeum taktéž prezentuje rekonstrukci původního římského domu, ve kterém vyobrazují běžné domácí potřeby a styl života během římské vlády.